# Ang Duong

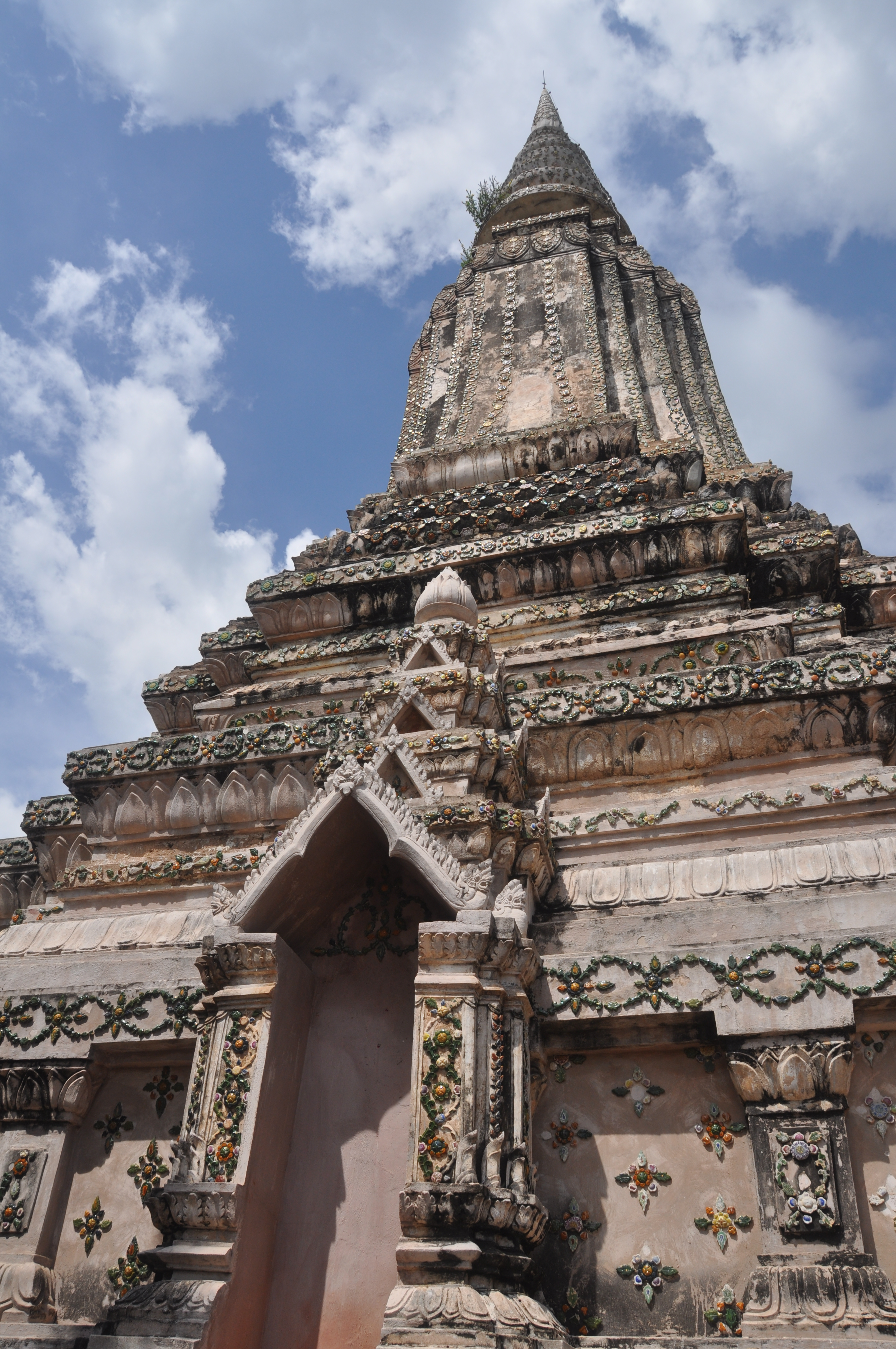
Mộ vua Ang Duong.

Preah Bat Ang Duong(1796-19 tháng 5 năm 1860) (trị vì 1841-1844, 1845-1860), (tiếng Khmer: ព្រះបាទ អង្គ ឌួង, phát âm tiếng Khmer: [ʔɑŋ duəŋ]), tên phiên âm Hán-Việt là Nặc Ông Đôn, Nặc Ong Đuông (匿螉𧑒) hay Nặc Ong Giun, Sá Ong Đuông (詫螉𧑒), là vua của Campuchia. Danh hiệu chính thức của ông là Preah Raja Samdach Preah Hariraksha Rama Suriya Maha Isvara Adipati.

## Thân thế
Ang Duong là con trai thứ của vua Ang Eng với cung phi người Thái là Ros hay Vara (qua đời khoảng năm 1869). Ang Eng lấy Ros làm thứ phi vào năm 1793 khi còn bị vua Xiêm giữ làm con tin ở Bangkok.
Vua Ang Duong là em trai cùng cha khác mẹ với vua Ang Chan II, và là chú ruột nữ vương Ang Mey. Ang Duong sống tại Xiêm cho tới năm 27 tuổi mới về đất Miên.

## Tiểu sử
Cuối năm 1833, sau khi Lê Văn Khôi nổi dậy ở Gia Định, cử người sang cầu viện vua Xiêm Rama III. Vua Rama III đã cho chuẩn bị 5 cánh quân sẵn sàng tấn công vào Việt Nam (Chiến tranh Việt – Xiêm (1833-1834)).
Trong cánh quân do tướng Chao Phraya Bodin Decha chỉ huy có hai hoàng tử Cao Miên là Ang Em (Nặc Yêm) và Ang Duong đi cùng. Họ là những người đã chạy theo Xiêm cùng với anh là Ang Suguon (Nặc Nguyên) đến sống ở Băng Cốc vào năm 1809 (Ang Suguon sau đó chết ở Xiêm năm 1822). Cả ba đều là anh em của Nặc Chăn và cũng là chú của Ang Mey.
Năm 1841, vì thấy việc binh bị tốn kém, vua Thiệu Trị sai bỏ Trấn Tây thành, rút binh về An Giang. Ang Mey theo quan quân về Nam Kỳ. Biết tướng Trương Minh Giảng rút quân về nước, quân Xiêm đưa Nặc Ông Đôn về Chân Lạp lên ngôi vua và không bỏ lỡ cơ hội, Phi Nhã Chất Tri (Chao Phraya Bodin Decha) dẫn quân sang đánh phục thù (Chiến tranh Việt- Xiêm (1841-1845)).
Năm 1843, người Xiêm đưa Ang Duong (Nặc Ông Đôn) lên ngôi ở U Đông.
Ba năm sau (1844) quân Việt lại giao chiến với quân Xiêm (Chiến tranh Việt- Xiêm (1841-1845)). Nguyễn Tri Phương và Doãn Uẩn vây hãm thành U Đông, đánh bại quân Xiêm La do Phi Nhã Chất Tri (Chao Phraya Bodin Decha) chỉ huy buộc người Xiêm phải giảng hòa. Hai bên đình chiến.
Tháng chạp năm Bính Ngọ (1846), Nặc Ông Đôn dâng biểu tạ tội và sai sứ đem đồ phẩm vật sang triều cống, nhìn nhận sự bảo hộ song phương của Xiêm và Việt Nam.
Tháng 2 âm lịch năm Đinh Mùi (1847), vua Thiệu Trị phong cho Ang Duong làm Cao Miên quốc vương (ý trao cho làm chủ toàn cõi Cao Miên gồm cả Nam Vang lẫn Oudong) và phong cho Ang Mey làm Cao Miên quận chúa (ý trao cho làm chủ vùng Trấn Tây (Nam Vang) nhà Nguyễn kiểm soát). Thiệu Trị lệnh cho quân nhà Nguyễn ở Trấn Tây (vùng Nam Vang đến biên giới với Nam Kỳ của Đại Nam) rút về An Giang.
Quân đội Xiêm La do Phi Nhã Chất Tri (Chao Phraya Bodin Decha) chỉ huy cũng rút về Battambang (vùng đất Thái Lan chiếm đóng của Campuchia trong suốt thế kỷ 19), Campuchia được độc lập trong vùng lãnh thổ nguyên là đất Trấn Tây giai đoạn (1836-1840), bao gồm cả Nam Vang và Oudong.
Năm 1848, Tự Đức năm thứ 1, nước Xiêm làm lễ phong cho Ang Duong làm vua nước Cao Miên. Ang Duong sau đó có cho thuyền đi nước ngoài và có mang theo các đạo trưởng Tây dương để chiêu dụ dân chúng. Năm 1851, Ang Duong cho sứ sang xin 3 việc: trả lại kinh Phật; trả lại các xứ Ô Môn, Thất Sơn, Ba Xuyên, Kiên Giang; mượn đường sông Vĩnh Tế để ra biển thông thương. Vua Tự Đức bác bỏ. Ang Duong sau đó mấy tháng lại xin cho dời lùi các đồn bảo Bình Di và Khánh An thì sẽ không nhắc chuyện đòi Thất Sơn, Ba Xuyên nữa. Vua Tự Đức cũng bác bỏ.
Năm 1853, nhận thấy bị kiềm kẹp giữa Xiêm và Đại Nam, Ang Duong tìm cách liên lạc với nước ngoài. Ông cho gửi cống phẩm sang lãnh sự quán Pháp ở Singapore, nhờ chuyển cho vua Napoleon III. Có ý kiến cho rằng Ang Duong là người khởi sự cho thỏa thuận đưa Campuchia thành một xứ bảo hộ của Pháp. Triều đình Xiêm vô cùng tức giận khi phát hiện ra, ý định của Ang Duong không thành. Tuy nhiên có lẽ ông đã quyết định đúng do lúc đó Campuchia đang bị Xiêm đe dọa về mặt văn hóa phong tục và lãnh thổ. Dù bị Pháp cai trị nhưng dân Campuchia lại không mất bản sắc nhiều nếu ông quyết định ngược lại.
Người chính thức đề nghị Pháp giúp bảo hộ Cao Miên là con trai của Ang Duong sau này, vua Norodom I. Các điều ước quốc tế trao cho nước Pháp quyền bảo hộ Campuchia được ký ngày 05/07/1863 tại Sài Gòn với đại diện nước Pháp là Ernest Doudart de Lagrée . Sự bảo hộ của nước Pháp dẫn tới việc sau đó các tỉnh phía tây được thu hồi về Campuchia, cũng như sự phân định biên giới rõ ràng với Việt Nam.
Ang Duong mất năm 1860, Ang Vody (Nặc Ong Lân) là con trưởng lên nối ngôi, lấy hiệu là Norodom I. Tuy nhiên sau đó, con trai thứ là Sivotha tranh quyền với Vody.
Các con khác của Ang Duong sau cũng làm vua là vua Sisowath (1840-1927). Norodom I là ông cố nội, Sisowath là ông cố ngoại của vua Sihanouk (1922-2012),.